# Es war so wunderschön
Es war so wunderschön ist ein Marsch von Johann Strauss Sohn (op. 467). Das Werk wurde am 15. März 1896 im Konzertsaal des Wiener Musikvereins erstmals aufgeführt.